# Huertea cubensis
Espèce
Statut de conservation UICN

 VU B1+2c : Vulnérable
Huertea cubensis est une espèce de plantes de la famille des Tapisciaceae.

## Publication originale
- Catalogus plantarum cubensium . . . 66–67. 1866.